# Casa Veneziana
La Casa Veneziana, nota anche come Casa Whitehead, è un edificio storico di Fiume.

## Storia
Il palazzo venne eretto nel 1888 secondo i progetti dell'architetto Giacomo Zammattio, esponente dello storicismo, per volere dell'imprenditore e ingegnere britannico Robert Whitehead, coinventore del siluro.

## Descrizione
L'edificio si distingue per lo stile di ispirazione veneziana utilizzato nella facciata. Presenta un rivestimento in mattoni, finestre ad arco variamente conformate e un grande portale d'accesso al pian terreno.

## Galleria d'immagini

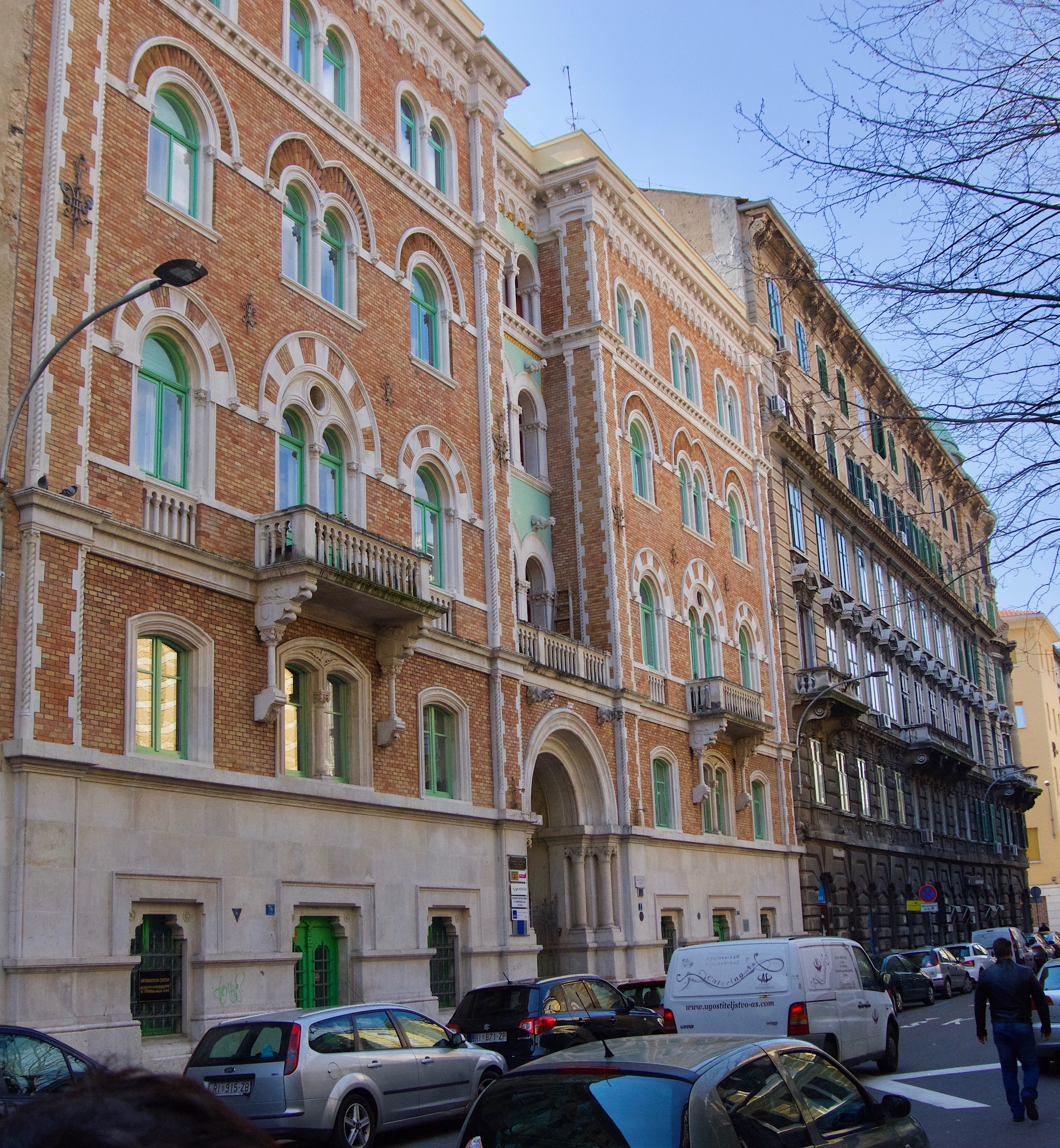
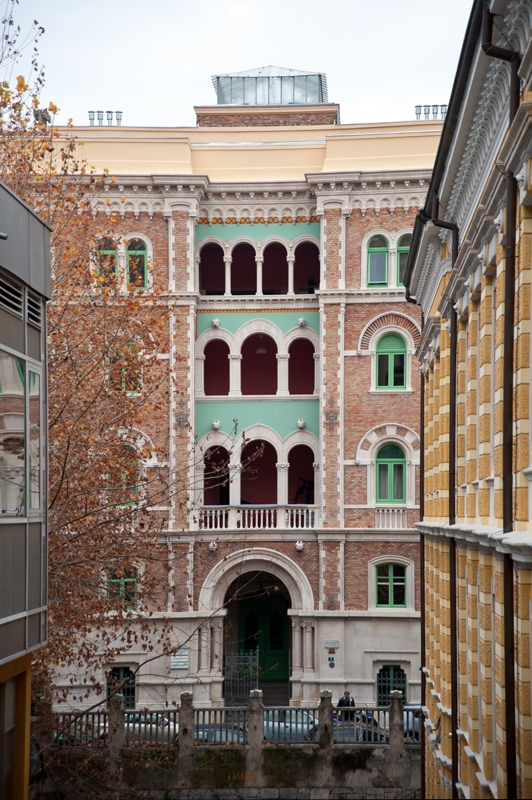